# Anton Emil Friedrich Sieffert

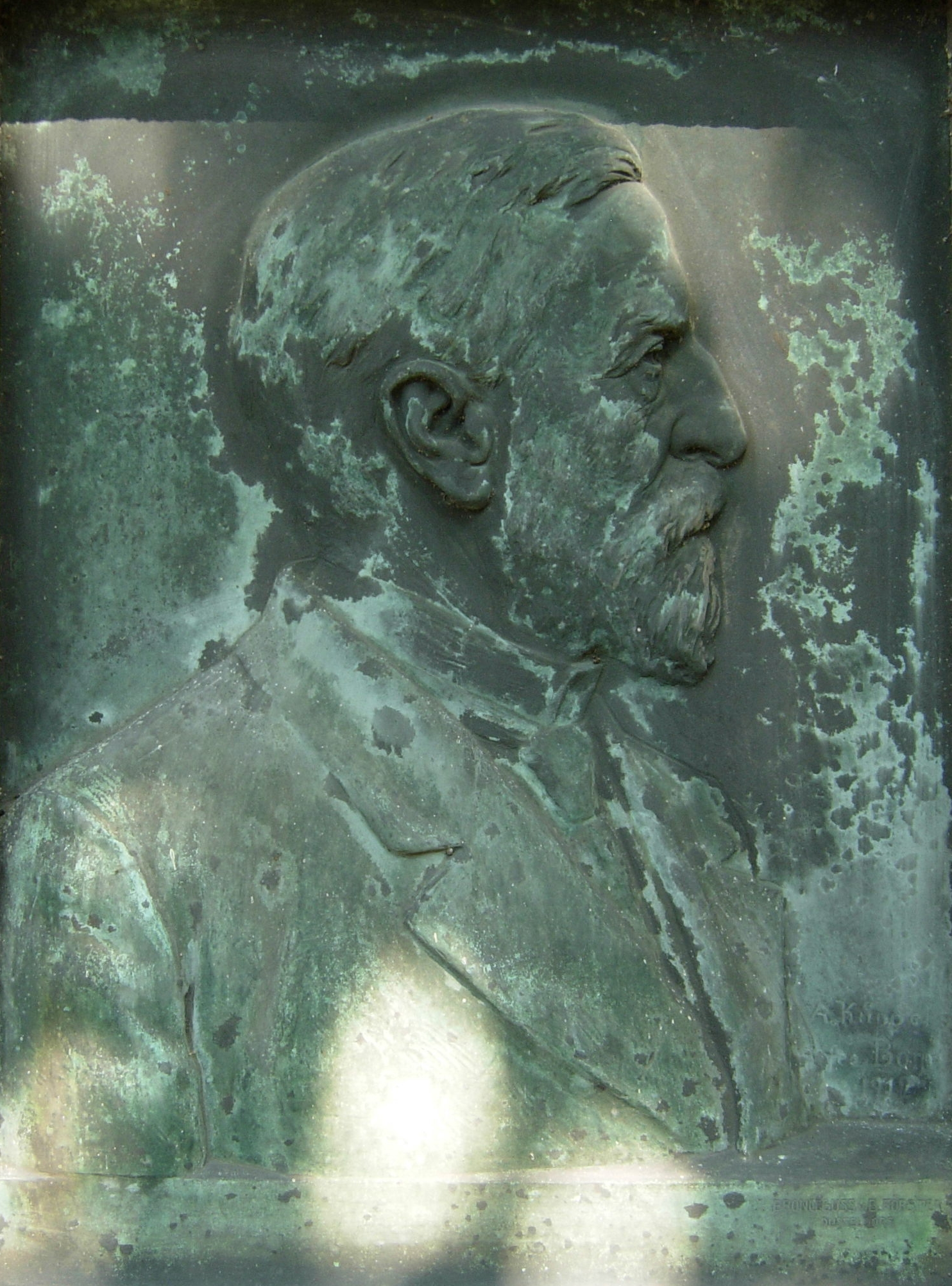
Anton Emil Friedrich Sieffert, Bronzerelief von Albert Küppers auf dem Alten Friedhof Bonn

Anton Emil Friedrich Sieffert (oft auch nur Friedrich Sieffert; * 24. Dezember 1843 in Königsberg (Preußen); † 30. Oktober 1911 in Bonn) war ein deutscher reformierter Theologe und Hochschullehrer.

## Leben
Anton Friedrich Sieffert, ein Sohn des Königsberger Theologieprofessors Friedrich Ludwig Sieffert, studierte ab 1861 Evangelische Theologie an den Universitäten Königsberg, Halle und Berlin. Seine wichtigsten Lehrer waren Bernhard Weiß und Isaak August Dorner. 1867 wurde er in Königsberg zum Lizentiaten der Theologie promoviert und habilitierte sich als Privatdozent für Neues Testament. 1871 wurde er Inspektor am Evangelisch-Theologischen Stift in Bonn und lehrte an der dortigen Universität, ab 1873 als außerordentlicher Professor.
Als Nachfolger von Johann Jakob Herzog wurde Sieffert 1878 auf den Lehrstuhl für Reformierte Theologie an der Universität Erlangen berufen. Hier las er vor allem über Themen aus der Dogmatik und Ethik, beschäftigte sich aber auch weiter mit neutestamentlicher Exegese. 1886 gründete er das Reformierte Seminar. Im akademischen Jahr 1888/89 amtierte er als Prorektor der Universität (Rektor war bis 1918 stets der bayerische König).
Gleich anschließend konnte er als ordentlicher Professor für Systematische Theologie nach Bonn zurückkehren, wo er bis zu seinem Tod lehrte. Ein besonderer Schwerpunkt blieb die Theologie Johannes Calvins. 1899/1900 übernahm er das Rektorat der Bonner Universität. 1896 wurde er nebenamtliches Mitglied des Konsistoriums der Rheinprovinz. Ehrenamtlich engagierte er sich im Provinzialausschuss für Innere Mission und im Vorstand des Waisenhauses Godesheim bei Godesberg.
Aus der 1892 mit Auguste Eggeling geschlossenen Ehe gingen vier Kinder hervor.

## Schriften (Auswahl)
- Vorträge und Studien zur neutestamentlichen Zeitgeschichte (1876)
- Die Heilsbedeutung des Leidens und Sterbens Christi nach dem ersten Briefe des Petrus (1876),
- Der reformatorische Kirchenbegriff unter den Prinzipien des Protestantismus. In: Theologische Arbeiten aus dem rheinischen wissenschaftlichen Predigerverein, Bd. 3, 1877
- Kritisch-exegetisches Handbuch über den Brief an die Galater (1880)
- Über den sozialen Gegensatz im Neuen Testament (1888)
- Die neuesten theologischen Forschungen über Buße und Glaube (1896).
- Die Entwicklungslinie der paulinischen Gesetzeslehre nach den vier Hauptbriefen des Apostels (1897)
- Krieg und Christentum (1904)
- Das sittlich Erlaubte im Christentum (1904)
- Offenbarung und heilige Schrift (1905)
- Die Heidenbekehrung im Alten Testament und im Judentum (1908)
- Johann Calvins religiöse Entwicklung und sittliche Grundrichtung (1909)